# Ємельянов Володимир Михайлович
Володи́мир Миха́йлович Ємелья́нов (11 лютого 1948) — доктор наук з державного управління (2012), кандидат технічних наук (1980), професор (2015); Чорноморський національний університет імені Петра Могили, директор Інституту державного управління ЧНУ ім. П.Могили.

## Життєпис
Народився 11 лютого 1948 року (місто Миколаїв); дружина Тетяна Володимирівна; син Костянтин.
Освіта: Миколаївський кораблебудівний інститут (1966—1972), інженер-механік; кандидатська дисертація пов'язана з розробкою технологій в ракетно-космічній галузі (1976).
Народний депутат України 2-го скликання з квітня 1994 (2-й тур) до квітня 1998, Заводський виборчий округ № 283, Миколаївська область, висунутий трудовим колективом. Заступник голови Комітету з питань базових галузей та соціально-економічного розвитку регіонів. Член групи «Реформи». На час виборів: Миколаївська облдержадміністрація, голова комітету з економіки та регіональних проблем.
- 04.1972-04.1974 — інженер-дослідник, 04.1974-11.1976 — аспірант катедри технології і обладнання зварювального виробництва, 09.1972-09.1976 — секретар комсомольської організації, 11.1976-11.1982 — асистент, доцент Миколаїв кораблебудівного інституту; с.н.п., начальник сектору, начальник науково-дослідної лабораторії з впровадження у виробництво технологій і обладнання електронно-променевої обробки матеріалів, НДІ технології та обладнання суднового машинобудування «Сіріус».
- 04.1985-10.1988 — науковий керівник з впровадження електронно-променевих технологій Міністерства суднобудівної промисловості СРСР.
- 10.1988-10.1991 — член Заводського райкому КПУ міста Миколаєва.
- З 03.1990 — депутат Миколаївської міськради народних депутатів.
- З 04.1992 — начальник відділу народних господарських проблем і конверсії, 04.1993-02.1994 — керівник комітету економіки та регіональних проблем Миколаївської облдержадміністрації.
- 11.1992-02.1994 — голова надзвичайної комісії з енергетики в Миколаївської області.
- 08.1998-03.2000 — заступник Голови Національного агентства України з управління корпоративними правами[2][3].
- 05.2000-10.2001 — фінансовий директор Секретаріату НДП.
- 10.2001-06.2002 — начальник Миколаївського морського торгового порту.
- З 12.2003 — заступник голови облдержадміністрації.
- Був членом політвиконкому НДП (з 12.2002); член Політради НДП (з 02.1996), голова Миколаївської обласної організації НДП.
- 03.2006 кандидат в народні депутати України від Блоку НДП, № 35 в списку. На час виборів: проректор Миколаївського державного гуманітарного університету імені Петра Могили, член НДП[4].

## Нагороди та досягнення
- Лауреат премії АНУ (1980),
- премія Ради Міністрів СРСР (1991).
- Срібна медаль ВДНГ у галузі науки та техніки.
- Орден «За заслуги» ІІІ ступеня (06.1997)[5].
- Почесна грамота Кабінету Міністрів України (2000).
- Почесна грамота Верховної Ради України (2003).

Майстер спорту з плавання, чемпіон і призер України (1963—1967).
Автор (співавтор) понад 60 наукових праць, 6 автор. свідоцтв. Член-кореспондент АН технологічної кібернетики України (04.1992).
Захоплення: футбол, теніс, бадмінтон, література, робота на присадибній ділянці.

## Джерело
- Довідка [Архівовано 5 березня 2016 у Wayback Machine.]
- Ємельянов Володимир Михайлович / Іменка Верховної Ради України [Архівовано 11 вересня 2016 у Wayback Machine.]